# Periodisme

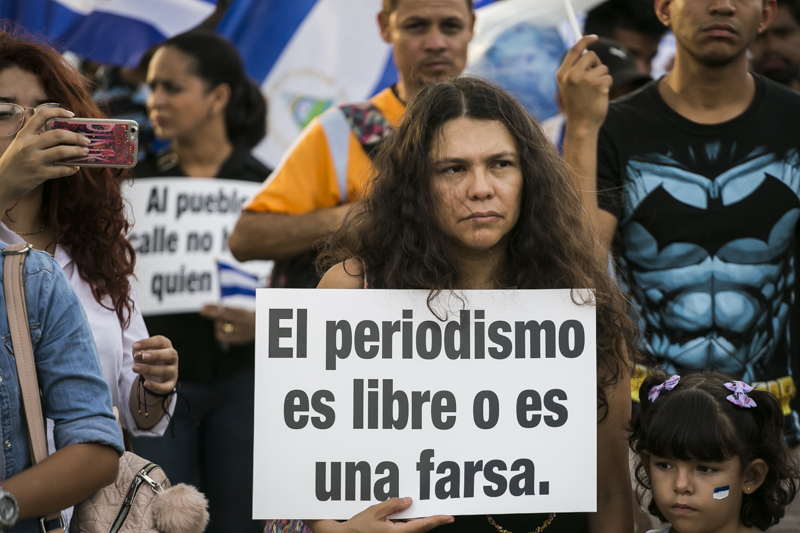
Homenatge del 2018 al periodista Ángel Gahona, assassinat a Nicaragua.

El periodisme és l'activitat professional de compilar i publicar informació relativa a l'actualitat, especialment fets notables. Com que els fets simultanis són infinits, el periodista està obligat a triar-ne només alguns, sempre amb la intenció de tendir a l'objectivitat. Hi ha un codi deontològic que s'hauria de complir: contrastar les informacions en fonts fiables, donar veu a les parts però no pas donar parer en les informacions. El periodisme pot adquirir diferents formes i transmetre la informació per via de diferents mitjans: així, existeix el periodisme gràfic (premsa escrita), però també oral (ràdio), visual (televisió) o multimèdia (internet). André Gide resumeix bé aquesta activitat i negoci: J'appelle journalisme ce qui sera moins intéressant demain qu'aujourd'hui ('Jo dic periodisme al que serà menys interessant demà que avui').

## Història
La història del periodisme és el desenvolupament, al llarg de la història, del periodisme, entès com una activitat regular i continuada de recollida, elaboració i difusió de notícies sobre els principals esdeveniments que passen al món, que duen a terme els periodistes. La tendència ha estat l'augment del nombre de notícies a l'abast dels ciutadans i de la velocitat de transmissió. De la fi del segle xvii ençà els diaris han estat el principal mitjà de difusió de l'activitat dels periodistes, als quals al segle xviii es van afegir les revistes, al segle XX la ràdio i la televisió, i al segle XXI internet. La història del periodisme es pot dividir en quatre etapes; l'antic o artesà (1609-1789), el modern o liberal (1789-darrer quart del segle XIX), el contemporani o industrial (darrer quart del segle XIX-darrer quart del segle XX) i el que es deriva de l'aparició d'internet, el 1994. Itàlia, Alemanya, França, Anglaterra, Espanya i els Estats Units, per aquest ordre, són els països claus per a l'aproximació a la història del periodisme. El marc econòmic de concentració del mercat i polarització mediàtica fa que els mitjans periodístics s'assemblin a mitjans d’opinió.

## Notícia

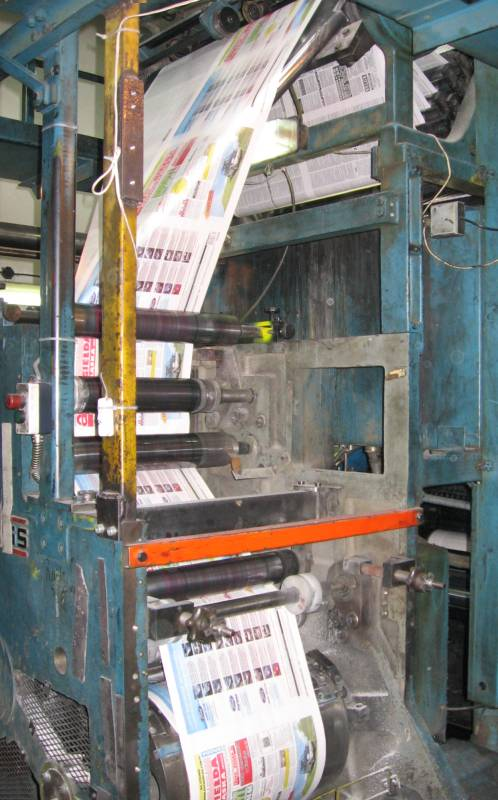
Una rotativa, màquina que imprimeix diaris

La notícia és un fet nou que és publicat, a més de ser un gènere informatiu en el qual són relatades de manera concisa informacions. És la matèria primera del periodisme, normalment una dada o esdeveniment socialment notable que mereix la publicació en un mitjà. Fets polítics, socials, econòmics, culturals, naturals i molts més poden ser notícia si afecten individus o grups significatius. Hi ha molts factors principals que influeixen en la qualitat de la notícia: Novetat: la notícia ha de contenir informació nova, i no repetir la que ja és coneguda; Proximitat: com més prop del lector passi l'esdeveniment, més interès obtindrà la notícia, perquè implica més directament la vida del lector; Mida: tant el gran com el petit atreu l'atenció del públic; Importància: la notícia ha de ser important, o, almenys, significativa. Esdeveniments ultralocals generalment no interessen el públic; Periodicitat; Noticiabilitat; Factor humà, i Importància dels implicats 
Les notícies arriben als vehicles de premsa per mitjà de periodistes, corresponsals, agències de notícies i assessories de premsa. Eventualment, amics i coneguts de periodistes forneixen denunciacions i pistes, a vegades sota anonimat, per telèfon o per correu.
Una de les complantes que existeixen en els periodistes és que no hi ha prou notícies, que la quantitat no els arriba, però com s'ha vist en el paràgraf anterior, no és del tot cert. Els nombrosos contactes que un periodista pot tenir li atorguen una gran quantitat d'informació, però a la vegada, aquest l'ha de verificar i avaluar. En efecte, perquè un fet es converteixi en notícia, aquesta ha de complir certs esquemes, els que atreguin l'atenció del públic. En aquest cas un fet esdevé en esdeveniment. Aquests factors fan que un fet sigui noticiable.

## Especialitats del periodisme
En la segona meitat del segle XX també es consolida definitivament l'especialització periodística. Hi ha periodisme econòmic, polític, cultural, esportiu, científic, turístic... Tant l'interior dels periòdics com l'organització dels informatius audiovisuals s'estructuren per seccions temàtiques. I també algunes d'aquestes seccions s'independitzen i apareixen periòdics (o programes) exclusivament d'informació econòmica, esportiva, cultural...

### El periodisme turístic
El periodisme turístic és la recol·lecció de dades, l'anàlisi i l'elaboració de la informació referida a les activitats turístiques.
Significa estudiar, interpretar i redactar la notícia turística que s'oferirà als diferents actors que formen una societat que vol ser turística o que ja ho és. Aquesta nova branca del periodisme tendeix a informar sobre accions relacionades amb la superestructura, la planta i la infraestructura turística.
També prova de produir un nou estil per a posicionar els productes turístics d'una regió per mitjà dels mitjans massius de comunicació, creant així un important aport de la difusió i promoció d'esdeveniments, que siguin científics, artístics o culturals que permeten el naixement i el desplaçament de corrents turístics cap a aquests atractius.
El creixement vertiginós que ha experimentat aquesta "indústria sense xemeneies" exigeix de posar en comú fets d'interès públic realitzant prèviament investigació periodística, per a proposar d'aquesta manera una anàlisi profunda dels fets turístics.
Per això s'han de recercar les dades de primeres fonts, entrecreuar-les, demanar dades concrets mitjançant les tècniques d'entrevistes, a més de disposar d'antecedents fidedignes i arxius que permetin d'elaborar un missatge fefaent i actualitzat.
Recollint aquesta informació sobre les activitats turístiques a escala local, municipal, nacional i internacional es mostraran les novetats que es relacionen amb el Sistema Turístic.
Això significa tenir un coneixement avançat dels esdeveniments passats i crear una redacció de manera objectiva, encara que aquest "periodisme de guants blancs" exigeix el domini de la metàfora per a pintar amb un llenguatge poètic el paisatge descrit a fi d'informar i persuadir el públic.

### Periodisme ambiental[11]
És el que s'ocupa dels temes de la relació entre l'home i el seu entorn natural. Abraça tant la informació relativa al món agrícola, ramader, meteorològic ... fins als aspectes socials, econòmics, polítics, etc de tot el que té a veure amb el medi.

### Ciberperiodisme
És aquella modalitat del periodisme el principal mitjà per a la investigació, elaboració i, sobretot, la difusió de la informació és el ciberespai, amb Internet com a principal motor. El ciberperiodisme ha rebut múltiples denominacions en els darrers anys: 'periodisme electrònic', 'periodisme multimèdia', 'periodisme a internet' i, sobretot, 'periodisme digital'. Tanmateix, totes aquestes expressions són ambigües, puix que al·ludeixen també a altres variants audiovisuals del periodisme, de manera que cada vegada més investigadors i professionals opten per la denominació de ciberperiodisme.
Internet es concep com una eina de comunicació, que a més és un model de relació entre les persones, que de qualsevol lloc del món i a qualsevol hora transmeten tota mena de missatges. Internet és en el món, però el seu accés no és uniforme, ara bé ningú no dubta de la seva eficàcia com a mitjà de comunicació, perquè una de les seves principals característiques és la capacitat de posar en contacte diverses persones a la vegada (ús del correu electrònic, xerrades, fòrums de notícies o enviament i consum d'informació).
Tanmateix aquest gran mitjà de comunicació presenta noves facetes que han afectat la vida dels individus del planeta i els han obligat a deixar d'una banda activitats com la televisió, lectura de diaris, compra i venda de música, entre d'altres. Perquè els públics van trobar a la Xarxa de les xarxes abundant informació que els van obligar a veure en Internet una potent alternativa de consum. Nogensmenys, això permet al periodisme d'avançar nous esdeveniments, encara que no es tingui per segura la veracitat d'un fet o de les fonts.
Les Tecnologies de la Informació i la Comunicació i el, relativament recent, camí del ciberperiodisme han comportat canvis en la manera de transmetre les idees i de crear notícies. Actualment no sols es tracta d'emetre una informació, sinó que crear canals que permetin que l'usuari pugui ser part i fer partida dels continguts.
Un dels objectius principals del periodisme és d'informar i és indispensable tenir present a qui van dirigits els continguts. Amb el ciberperiodisme aquest aspecte és més ampli que en els mitjans tradicionals, com que cal pensar que la informació cada vegada arriba a més persones i no solament localment ans a lectors de qualsevol lloc del planeta. Igualment, cal tenir una especial cura en els continguts i aprofitar les diferents característiques del ciberperiodisme, entre les quals la hipertextualitat, interactivitat, multimedialitat, asincronicitat i la memòria.
Encara que la claredat en la informació se cerca en qualsevol dels mitjans escrits, en els continguts del web se n'ha de tenir una cura més especial. La idea és de fer servir un llenguatge universal, evidentment, espontani, simple, fresc i atraent.

### Periodisme participatiu
És l'acte d'un ciutadà o grup de ciutadans que tenen un paper actiu en el procés de col·lectius, reportant, analitzant i disseminant informació. La intenció d'aquesta participació és de fornir informació independent, confiable, exacta, d'ampli rang i d'interès que una democràcia requereix.
El periodisme participatiu se sosté en mitjans digitals per tal de permetre una veritable democràcia electrònica. També ha estat dit periodisme 2.0. Es basa en mitjans tecnològics.
També és l'acte en què la comunitat pot posar-se en benefici dels mitjans de comunicació, per a millorar la qualitat de vida, per a tractar i analitzar temes que afecten la població. El periodisme participatiu ajuda al fet que la societat cerqui la veritat i no esperi que altres persones pensin o actuïn en favor seva.
No obstant això, els qui critiquen aquest tipus de periodisme afirmen que els mitjans abusen d'aquest recurs, puix que la col·laboració dels ciutadans és gratuïta, en contrast amb un periodista professional assalariat.

### Periodisme científic[13]
El periodisme científic és l'enllaç sistemàtic i professional entre el coneixement científic i la societat; el seu objectiu principal és de transformar la ciència en un saber general amb caràcter informatiu i escolar. Manuel Calvo Hernando, periodista espanyol, assenyala que el periodisme científic divulga el coneixement científic a la societat per via de diferents missatges i mitjans de comunicació social. A Veneçuela, el pioner és Arístides Bastidas, qui durant 20 anys va publicar la columna "La ciència amena" al Diari El Nacional. La UNESCO atorga el premi Kalinga a la divulgació científica.

### Periodisme cultural
Iván Tubau, en el seu llibreTeoria i pràctica del periodisme cultural, defineix el periodisme cultural com la forma de conèixer i difondre els productes culturals d'una societat mitjançant els mitjans massius de comunicació. El periodisme cultural pretén també promocionar esdeveniments l'essència dels quals siguin les arts i l'artesanat.
Jorge B. Rivera, periodista i investigador argentí, diu que aquest tipus de periodisme "... és una zona complexa i heterogènia de mitjans, gèneres i productes que aborden amb propòsits creatius, crítics, reproductius o divulgatoris els terrenys de les " belles arts ", "les belles lletres", els corrents del pensament, les ciències socials i humanes, la dita "cultura popular" i molts altres aspectes que tenen a veure amb la producció, circulació i consum de béns simbòlics, sense importar-ne l'origen o destinació estamental". (Rivera, 1995).

### Periodisme econòmic
És una branca del periodisme focalitzada a informar sobre els fets relacionats amb l'economia, incloent-hi temes sobre finances, banca o el mercat borsari. A més, mostra com analitzar, interpretar i redactar la informació. Tracta de donar a conèixer l'estat econòmic del país, l'estat de la inflació de la moneda, l'estat de la divisa nacional davant la resta de les monedes estrangeres.

### Periodisme esportiu
És el que recull informació sobre els esdeveniments esportius a escala local, nacional i internacional, mostrant les novetats que es relacionen amb les diferents disciplines esportives. Les que més es destaquen són: tenis, beisbol, handbol, bàsquet, automobilisme, atletisme, boxa, padel, golf, escacs, polo, futbol que acaparen tota l'atenció dels afeccionats de l'esport.
El periodisme esportiu, ha de manejar una ètica, car hi cal no sols esports generalment majoritaris com el futbol, sinó moltes disciplines que mereixen atenció. Aquesta professió s'ha de menar amb deontologia puix que qui la practica tendeix a tenir afecció a certs equips, cosa que pot posar en perill l'equilibri informatiu, o pot fer-lo arriscar d'abaixar i apujar el prestigi d'un jugador o d'un equip.
El periodisme esportiu ha de tenir professionals capaços d'analitzar l'esport com més que una simple informació, veure'n el caire religiós, cultural, formatiu, sociològic, psicològic, ètic, polític i social.

### Periodisme de guerra
Aquesta és una de les especialitats més perilloses de la professió, per tal com requereix de cobrir les notícies que es produeixen durant un conflicte guerrer, i això implica que els periodistes enviats per a realitzar aquesta missió hagin de posar en greu risc llur vida o llur integritat física. Moltíssims reporters han perdut la vida en aquesta heroica tasca.

### Periodisme infogràfic
El periodisme infogràfic és aquell que combina elements visuals i textuals. La seva aplicació més específica en principi va servir per fer cartes (mapes), i gràfics. En el periodisme digital, la infografia adquireix altres característiques pròpies: la interactivitat, la possibilitat d'animació, el desplegament de textos, la incorporació de so i imatge en moviment, etc.

### Periodisme polític
Es refereix a l'anàlisi ia la informació referida a les activitats relacionades amb la política (tant nacional com internacional), el Parlament, els partits i tots els components del poder formal a la societat. Practicar la independència en comptes de qualsevol inclinació política.

### Periodisme preventiu
El periodisme preventiu és una disciplina periodística que pretén analitzar les crisis i conflictes d'un punt de vista integral, dels seus orígens fins al seu esclat i posteriors repercussions. La focalització del periodisme preventiu també assaja de donar més importància mediàtica als actors que proposin solucions a les crisis.

### Periodisme social
El periodisme social és un periodisme que assumeix la seva responsabilitat en els processos socials, que reflexiona sobre el seu paper en l'esdevenir social i es preocupa per la recerca de solucions. Es proposa l'articulació de l'eix social amb els temes de la política i l'economia en el calendari dels mitjans de comunicació.

### Periodisme literari
És el que no ficcionalitza la realitat, sinó que la fa encara més real, apartant-se de les convencions informatives. Un important impulsor d'aquest tipus de periodisme és l'escriptor colombià Gabriel García Márquez (Premi Nobel de Literatura), qui el va batejar com a 'Nou periodisme'. En el periodisme literari ha d'haver, per part del periodista, més immersió i més compromís. A més, ha de tenir una riquesa narrativa capaç de fregar la literatura, però sense apartar-se de la simplicitat i la precisió de l'estil periodístic.

### Periodisme d'investigació
El periodisme d'investigació mira de revelar fets d'interès públic per mitjà de recerques periodístiques que aprofundeixin en els fets que afectin el bé comú, per la qual cosa cal demanar dades, fer entrevistes, contrastar fonts i comptar antecedents fidedignes i documents que permetin de presentar o enviar un reportatge. Els periodistes comencen a dubtar de les dades que els són facilitades per les instàncies oficials (fins llavors, molt pocs pensaven que un govern democràtic poguera difondre dades falses), i decideixen d'investigar directament la veracitat de les dades que arriben a les redaccions. L'origen del periodisme d'investigació es pot situar a la dècada de 1960 als Estats Units, quan es posà en qüestió el periodisme tradicional per la seva proximitat al poder. El cas Watergate de la dècada de 1970 és una de les fites del periodisme d'investigació.

### Periodisme radiofònic
És una forma de comunicació social que permet de fer conèixer i analitzar els fets d'interès públic utilitzant la ràdio com a mitjà de difusió o transmissió. Es tracta de contar totes les coses que passen, en el mateix moment dels fets, amb tota la càrrega informativa o emotiva, i en el menor temps possible.

### Periodisme satíric
És el que utilitza la sàtira, normalment en to d'humor, per a referir-se a fets noticiables. En altres ocasions presenta fets ficticis com notícies, donant sempre claus per a identificar-los com uns textos de ficció l'objectiu dels quals és de palesar una realitat per mitjà de l'exageració, l'absurd o la paròdia. La seva intenció no és d'informar sinó de criticar o fer denúncies indirectament.

### El Nou Periodisme
En la dècada dels anys 60 del segle xx, també als Estats Units, es comença a parlar del Nou Periodisme. Es tracta d'un moviment que incorpora recursos literaris a la, fins aleshores, freda redacció de les notícies i els reportatges; trenca l'estructura piramidal, incorpora el punt de vista, en primera persona, del redactor... Noms de la importància de Tom Wolfe o Norman Mailer atorguen prestigi al dit ‘Nou periodisme’, en què se sol enquadrar també (encara que és discutit) la novel·la ‘A sang freda’, de Truman Capote o els còmics de Joe Sacco.

## Normes ètiques del periodisme
El periodisme és algunes vegades dit "quart poder" per al paper de transparència que se suposa que té en una democràcia, fent un paper crucial en l'aplicació de les llibertats civils com la llibertat d'expressió. Els periodistes han de complir les normes de conducta professional i certes interpretacions estan subjectes a controvèrsia.
En termes d'ètica, el periodisme es guia per:
- Publicar informació de qualitat 
  - Ser honrat i respectuós de la veritat
  - Fets recollits sense l'ús de mètodes deslleials
  - Basat en fets comprovats
  - Amb bona fe
  - Imparcial, és a dir, la presentació dels diferents aspectes d'una situació
- Defensar la llibertat d'informació 
  - Garantir la seva independència de tots els poders
  - Exercir el pensament crític, que suposa dubtar sistemàticament
  - Distingir clarament la informació de la publicitat o dels missatges de comunicació
- Respecte pel poble 
  - Respectar la dignitat de la persona humana
  - Mostrar compassió per els afectats per la desgràcia
  - Respecte per la privadesa
  - Publicar qualsevol sol·licitud legítima de dret de rèplica
  - Reconèixer i corregir els errors
- Promoure la llibertat d'expressió 
  - Tenir en compte els comentaris dels lectors
  - Evitar qualsevol discurs d'incitació a l'odi o la discriminació
- Per tal d'enfortir els valors bàsics de la democràcia 
  - Prosseguir en la publicació de la informació, un propòsit legítim en virtut de la llei del lector a ser informat
  - A priori, no descuidar-se de cap informació local en tots els àmbits de la vida social
  - Tenir cura d'informar mitjançant el subministrament d'informació i comentari, el judici dels ciutadans sobre tots els aspectes de política general i
  - Mostrant equitat, per a examinar tots els ciutadans de la mateixa manera que ho són davant la llei

El mateix informe indica que les normes professionals que requereixen l'editor de premsa setmanal regionals es comprometen que els seus periodistes: 
- Verificar les fonts;
- No fent servir mètodes deslleials.
- No pagar cap mena de remuneració a les persones que són fonts d'informació.
- No publicar més que informació provada i precisa, on l'origen és conegut, mantenint una reserva prudent si és necessari.
- Abstenir-se de recollir qualsevol tipus de benefici en relació amb la publicació o no publicació de la informació;
- Informar els que no estan familiaritzats amb la premsa que les seves paraules seran difosos i, per tant, que arribaran a l'atenció d'un públic ampli;
- No acceptar continguts d'un anunciant;
- No acceptar regals llevat que serveixin directament el desenvolupament del periodisme;
- No acceptar i rebutjar totes les pressions que no siguin la política editorial de l'editor o les persones responsables de la redacció;
- No presentar un reports sense les fonts abans de la seva publicació;
- Demostrar respecte per les persones que acaben de viure un drama, i evitar assetjar-les amb la informació.
- Abstenir-se de calúmnies i acusacions infundades.
- Negar-se a alimentar i reforçar la remor, encara que altres mitjans de comunicació ja es facin ressò.
- Vetllar en l'elecció de les seves fotografies per a no crear cap presumpció de culpabilitat per la imatge.
- Processar la informació, incloent els esdeveniments, sense cercar el sensacionalisme.
- Seguiment de la informació publicada;
- Observar fidelment el sentit del que es vol informar;
- Situar els fets i opinions en el seu context, sense exagerar o reduir l'àmbit d'aplicació;
- Separar acuradament el que és: 
  - La informació dels fets;
  - L'anàlisi de la informació;
  - L'opinió personal.
- Recollir les opinions de totes les persones implicades en un cas i quan una d'aquestes refusi de fer declaracions, informar-ne els lectors.

## Les noves tecnologies
A les acaballes del segle xx, amb la incorporació en massa de les noves tecnologies associades a la informàtica es produeix un autèntic trasbals de l'ofici del periodisme. Els vells principis entren en crisi. Davant l'allau d'informació a l'abast de qualsevol, sense necessitat de ser periodista, obtinguda en temps real i de qualsevol punt del planeta, es repensa quina és la nova funció de l'informador. Les tecnologies han permès el naixement d'especialitats noves, com ara el periodisme de precisió (que rastreja i entrecreua bases de dades informàtiques) o el periodisme cívic (que veu els lectors no com a simples consumidors, sinó com a ciutadans actius, ara que poden interaccionar mitjançant les noves tecnologies).

## Situació dels periodistes al món
En diversos països de règim democràtic, el treball periodístic està protegit per la llei o per la constitució. Això inclou, moltes vegades, el dret del periodista a preservar el secret la identitat de les fonts, fins i tot quan sigui processat judicialment.
L'article 19 de la Declaració Universal dels Drets Humans estableix normes per a la llibertat d'expressió i de premsa. A més de les normes jurídiques que regulen la professió dels periodistes, aquests mantenen un compromís ètic amb la societat que es concreta en la dita deontologia professional periodística. Es tracta d'una sèrie de normes recollides en el codi deontològic que cada empresa o associació elabora segons els seus propis criteris. A Espanya es troba un bon exemple d'aquest tipus de codis en l'elaborat per la Federació d'Associacions de Periodistes d'Espanya (FAPE), que apliquen tots els professionals integrats en aquest col·lectiu.
Tanmateix, segons l'organització Reporters Sense Fronteres (Reporters Sans Frontières), 38 periodistes van ser assassinats en 15 països en els tres primers mesos de 2022 en especial per la guerra d’Ucraïna i la criminalitat a Mèxic, mentre que en 2021 van morir 46 periodistes, la xifra més baixa en 20 anys, però els periodistes empresonats van arribar al màxim històric de 488. El 2006 almenys 81 periodistes van morir en l'exercici de la seva feina o per haver expressar llurs opinions, a vint països. Cal remuntar al 1994 per a trobar una xifra més alta. Aquell any van trobar la mort 103 periodistes, dels quals gairebé la meitat van morir en el genocidi de Ruanda, prop d'una vintena a Algèria, víctimes de la guerra civil, i una desena a la Guerra dels Balcans. També destaquen que van morir 32 col·laboradors, almenys 871 periodistes van ser detinguts, 1472 agredits o amenaçats, 56 segrestats i 912 mitjans de comunicació van ser censurats.